# Deutsche Kurzbahnmeisterschaften 2002
Die Deutschen Kurzbahnmeisterschaften 2002 im Schwimmen fanden vom 29. November bis 1. Dezember 2002 im Aquantic Hallenbad von Goslar statt und wurden vom MTV Goslar organisiert. Der Veranstalter war der Deutsche Schwimm-Verband. Der Wettkampf diente gleichzeitig als Qualifikationswettkampf für die Kurzbahneuropameisterschaften 2002 in Riesa. Es wurden bei Männern und Frauen Wettkämpfe in je 20 Disziplinen ausgetragen, darunter zwei Staffelwettkämpfe.
Während der Meisterschaften wurde ein neuer deutscher Rekord aufgestellt.
| Disziplin           | Männer                                                                 | Männer                                                                 | Männer   | Frauen                                                                       | Frauen                                                                       | Frauen   |
| Disziplin           | Name                                                                   | Verein                                                                 | Zeit     | Name                                                                         | Verein                                                                       | Zeit     |
| 050 m Freistil      | Carsten Dehmlow                                                        | SGS Hamburg                                                            | 00:21,98 | Sandra Völker                                                                | SGS Hamburg                                                                  | 00:24,98 |
| 100 m Freistil      | Torsten Spanneberg                                                     | SG Neukölln Berlin                                                     | 00:48,86 | Petra Dallmann                                                               | SV Nikar Heidelberg                                                          | 00:54,19 |
| 200 m Freistil      | Jens Kuhlmann                                                          | SG Essen                                                               | 01:46,45 | Alessa Ries                                                                  | TG Heddesheim                                                                | 01:57,39 |
| 400 m Freistil      | Jens Kuhlmann                                                          | SG Essen                                                               | 03:47,26 | Hannah Stockbauer                                                            | SSG 81 Erlangen                                                              | 04:06,71 |
| 800 m Freistil      | Sven Wocke                                                             | SG Bayer                                                               | 08:02,14 | Hannah Stockbauer                                                            | SSG 81 Erlangen                                                              | 08:28,05 |
| 1500 m Freistil0    | Thomas Lurz                                                            | SV Würzburg 05                                                         | 14:59,48 | Jana Henke                                                                   | OSC Potsdam                                                                  | 16:32,84 |
| 050 m Brust         | Jens Kruppa                                                            | SC Riesa                                                               | 00:27,36 | Janne Schäfer                                                                | TV Jahn Wolfsburg                                                            | 00:31,19 |
| 100 m Brust         | Jens Kruppa                                                            | SC Riesa                                                               | 01:00,00 | Sarah Poewe                                                                  | SG Bayer                                                                     | 01:07,12 |
| 200 m Brust         | Kamil Kasprowicz                                                       | SC Rote Erde Hamm                                                      | 02:10,58 | Sarah Poewe                                                                  | SG Bayer                                                                     | 02:24,94 |
| 050 m Schmetterling | Thomas Rupprath                                                        | SG Bayer                                                               | 00:23,21 | Nele Hofmann                                                                 | SG Neukölln Berlin                                                           | 00:27,18 |
| 100 m Schmetterling | Thomas Rupprath                                                        | SG Bayer                                                               | 00:50,82 | Annika Mehlhorn                                                              | SG ACT / Baunatal                                                            | 00:59,27 |
| 200 m Schmetterling | Thomas Rupprath                                                        | SG Bayer                                                               | 01:51,88 | Annika Mehlhorn                                                              | SG ACT / Baunatal                                                            | 02:08,49 |
| 050 m Rücken        | Thomas Rupprath                                                        | SG Bayer                                                               | 00:23,34 | Janine Pietsch                                                               | SC Riesa                                                                     | 00:28,02 |
| 100 m Rücken        | Thomas Rupprath                                                        | SG Bayer                                                               | 00:51,25 | Antje Buschschulte                                                           | SG Bayer                                                                     | 00:59,72 |
| 200 m Rücken        | Stev Theloke                                                           | SC Chemnitz 1892                                                       | 01:56,19 | Antje Buschschulte                                                           | SG Bayer                                                                     | 02:07,32 |
| 100 m Lagen         | Jens Kruppa                                                            | SC Riesa                                                               | 00:54,09 | Annika Mehlhorn                                                              | SG ACT / Baunatal                                                            | 01:01,52 |
| 200 m Lagen         | Jens Kruppa                                                            | SC Riesa                                                               | 01:57,87 | Annika Mehlhorn                                                              | SG ACT / Baunatal                                                            | 02:11,96 |
| 400 m Lagen         | Jochen Hanz                                                            | SG Neukölln Berlin                                                     | 04:13,94 | Nicole Hetzer                                                                | SC Magdeburg                                                                 | 04:39,70 |
| 4 × 50 m Freistil   | Schwimmgemeinschaft Frankfurt Jöres, Stotz, F. Friedrich, B. Friedrich | Schwimmgemeinschaft Frankfurt Jöres, Stotz, F. Friedrich, B. Friedrich | 01:30.77 | SGS Hamburg Brandt, Langmaack, Albrecht, Völker                              | SGS Hamburg Brandt, Langmaack, Albrecht, Völker                              | 01:42.04 |
| 4 × 50 m Lagen      | SC Riesa Halgasch, Kolonko, Weinert, Kruppa                            | SC Riesa Halgasch, Kolonko, Weinert, Kruppa                            | 01:38.72 | SG Bayer Wuppertal/Uerdingen/Dormagen Buschschulte, Mahle, Poewe, Sommerfeld | SG Bayer Wuppertal/Uerdingen/Dormagen Buschschulte, Mahle, Poewe, Sommerfeld | 01:56.20 |

1. ↑  Deutscher Altersklassenrekord für 18-Jährige
2. 1 2  Deutscher Altersklassenrekord für 19-Jährige

## Randnotizen
Als Startschwimmer der Lagenstaffel stellte Thomas Rupprath über 50 m Rücken in 00:23,23 einen deutschen Rekord auf.